# Ескюватън
Ескюватън (на исландски: Öskjuvatn), също езеро Аскя, е езеро в планините на Исландия. Площта му е около 11 km2. С дълбочина 217 m то е второто най-дълбоко езеро в Исландия след Йокулсарлон.
Езерото се намира в кратера на вулкана Аскя в североизточната част на ледника Вахтнайокутъл. Името Ескюватън на исландски означава просто „езеро Аскя“. Подобно на съседния кратер Вити, кратерът на вулкана Аскя е създаден от огромно вулканично изригване през 1875 г.